# Griesheim-sur-Souffel
Griesheim-sur-Souffel es una localidad y  comuna francesa situada en el departamento de Bajo Rin, en la región de Alsacia, que se extiende en una área de superficie de 4,19 km².

## Demografía
| 279 | 285 | 479 | 1101 | 1122 | 1154 |
| Para los censos de 1962 a 1999 la población legal corresponde a la población sin duplicidades (Fuente: INSEE [Consultar]) |     |     |      |      |      |